# Hanceville, Alabama
Hanceville là một thành phố thuộc quận Cullman, tiểu bang Alabama, Hoa Kỳ. Dân số năm 2009 là 3448 người, mật độ đạt 316 người/km².